# 2016년 하계 올림픽 성화 봉송
2016년 하계 올림픽 성화 봉송은 2016년 하계 올림픽을 앞두고 2016년 4월 21일부터 8월 5일까지 진행했던 성화 릴레이이다. 그리스의 올림피아에서 점화된 이후, 4월 27일에 아테네에 성화가 도착하였다. 5월 3일부터 브라질 내의 300개 이상의 도시를 거치며, 그 중에는 26개의 주도와 연방구도 포함되어 있다. 브라질 내에서는 브라질의 수도인 브라질리아에서 처음으로 봉송이 시작되며, 2016년 하계 올림픽의 주 경기장인 리우데자네이루의 마라카낭 스타디움에서 끝난다.

## 주요 봉화 봉송자
- 반델레이 데 리마: 브라질의 전직 장거리 달리기 선수. 펠레가 병으로 인해 사임하자, 마지막 봉화 봉송주자로 지명됐다.[2]
- 호르텐시아 마르카리: 브라질의 전직 여성 농구 선수.[2]
- 구스타부 쿠에르텡[2]
- 반기문[3]
- 토마스 바흐[3]
- 카를로스 아더 루스만: 2016 리우 올림픽 조직 위원장.[3]
- 아드리아나 리마[4]
- 에두아르도 파에스 : 리우데자네이루의 현직 시장.